# Новотроицкий (Карасукский район)
Новотроицкий — упразднённый посёлок в Карасукском районе Новосибирской области. Располагался на территории современного Хорошинского сельсовета. Упразднен в 1968 году.

## География
Располагался в 3 км к юго-западу от деревни Токаревка на левом берегу реки Чуман.

## История
Основан в 1925 г. В 1928 г. посёлок Ново-Троицкий состоял из 15 хозяйств. В составе Чуманского сельсовета Ново-Алексеевского района Славгородского округа Сибирского края.

## Население
По переписи 1926 г. в посёлке проживало 74 человека (38 мужчин и 36 женщин), основное население — украинцы.